# Платонівська волость
Платонівська волость — історична адміністративно-територіальна одиниця Маріупольського повіту Катеринославської губернії із центром у селі Платонівка.
Утворена на початку 1910-тих років виокремленням із Миколаївської волості.